# رودلف لينتس (باحث في الرومانسية)
رودلف لينتس (بالألمانية: Rodolfo Lenz)‏ (و. 1863 – 1938 م) هو باحث في الرومانسية، ولغوي، وأستاذ جامعي، وكاتب من ألمانيا، وتشيلي، ولد في هاله، توفي في سانتياغو، عن عمر يناهز 75 عاماً.